# Popești (Iași)
Popeşti es una comuna ubicada en el distrito de Iași, Rumania.

## Superficie
Cuenta con una superficie de 71,38 kilómetros cuadrados.

## Demografía
Hasta 2021 la población era de 4287 habitantes, con una densidad de población de 60,06 habitantes por kilómetro cuadrado.